# Badder Than B-Fore
Albums de MC Lyte
Bad as I Wanna B
(1996) Seven & Seven
(1998)
Badder Than B-Fore est un album de remixes de MC Lyte, sorti le 10 novembre 1997.
Cet album propose des remixes des titres de l'album précédent, Bad as I Wanna B, ainsi que trois morceaux inédits.

## Liste des titres
| No  | Titre                                                  | Contient un (des) sample(s) de               | Durée |
| --- | ------------------------------------------------------ | -------------------------------------------- | ----- |
| 1.  | Cold Rock a Party (Mousse T. Mix)                      |                                              | 4:22  |
| 2.  | Everyday (Smoothed Over Remix)                         |                                              | 3:56  |
| 3.  | TRG (The Rap Game) (Superfly Remix)                    |                                              | 4:17  |
| 4.  | One on One (Master Tee Remix)                          |                                              | 4:20  |
| 5.  | Druglord Superstar (MILK. Remix)                       |                                              | 3:53  |
| 6.  | Have U Ever (Brooklyn Remix)                           |                                              | 3:18  |
| 7.  | Keep On, Keepin' On (JD Remix)                         |                                              | 4:56  |
| 8.  | Two Seater (The Conductor's Club Remix)                |                                              | 4:29  |
| 9.  | Zodiac (Ttthe Deep Sign Remix)                         |                                              | 3:50  |
| 10. | Cold Rock a Party (Bad Boy Remix)                      |                                              | 4:36  |
| 11. | Anthology Mega Mix                                     |                                              | 3:45  |
| 12. | Two Seater (Flavour Remix)                             | What's Love Got to Do With It de Tina Turner | 3:29  |
| 13. | I'm Leavin' U (Gotta Go, Gotta Go) C & J Fulltime Mix) |                                              | 4:37  |